# Album più venduti nel Regno Unito

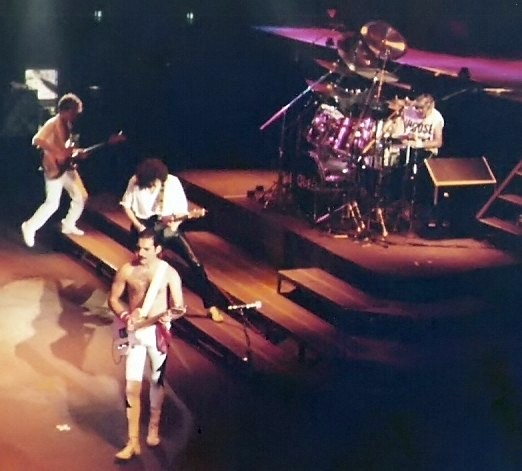
Greatest Hits dei Queen (1981) è l'album più venduto nel Regno Unito. Il secondo del 1991 Greatest Hits II è al 10º posto.

L'album più venduto nel Regno Unito è Greatest Hits, raccolta dei Queen pubblicata nel 1981. A luglio 2016, ha venduto più di 6,12 milioni di copie, di cui 124.000 come download. Il secondo album dei Queen, Greatest Hits II, ha venduto 4 milioni di copie dal 1991, e risulta in 10ª posizione nella classifica generale.
Della classifica britannica la top 60 presenta più della metà artisti britannici, quattordici sono statunitensi e i rimanenti sono irlandesi, canadesi, svedesi e giamaicani. Dieci artisti hanno più di un album, come Queen e Michael Jackson con due album nella top ten. Robbie Williams è presente quattro volte in classifica, più di ogni altro artista (due volte come solista e due volte come membro dei Take That). L'etichetta più rappresentata è Parlophone con sette album pubblicati, mentre il periodo di vendita della maggior parte degli album ricade negli anni 2000, con 20 album, pur presentando questo periodo un "general background of declining sales and internet piracy".
In accordo con la Official Charts Company (OCC), che archivia i dati di vendite nel UK, un album è definito tale se presenta più di quattro tracce e dura più di 25 minuti. Le vendite in UK sono pubblicate da Record Mirror, che compila la classifica settimanale dei primi cinque artisti dal 22 luglio 1956. ll primo numero uno fu Songs for Swingin' Lovers! di Frank Sinatra. Da allora tre album hanno venduto più di 5 milioni di copie: Greatest Hits dei Queen, ABBA Gold: Greatest Hits degli ABBA e Sgt. Pepper's Lonely Hearts Club Band dei The Beatles. Dal 1994, le vendite sono monitorate da OCC, che compila la classifica settimanale Official Albums Chart.
La certificazione di vendite degli album è promossa dalla British Phonographic Industry (BPI) fin dalla sua costituzione nell'aprile 1973. Inizialmente, la certificazione era data dalle vendite trasmesse dalle case discografiche – registrazioni con introiti di Template:GBP furono premiate con silver certification, £150,000 con gold e £1 milione con platinum. Nei sei anni seguenti, la soglia per silver e gold certifications vennero raddoppiate – la soglia per platinum certification rimase a £1 milione. Nel gennaio 1979 il metodo fu abolito e la certificazione avvenne per le vendite al dettaglio: 60.000 copie davano silver, 100.000 gold e 300.000 platinum. Multi-platinum fu introdotto nel febbraio 1987 (es. un doppio Platinum significa 2 × 300.000 = 600.000 copie). I download digitali furono introdotti nel 2004 come conteggio. Le certificazioni per gli album prima dell'aprile 1973 furono retroattivamente premiate nell'agosto 2013 per le vendite dal 1994, e ancora nel febbraio 2016 per le vendite antecedenti tutte. L'album più premiato è Greatest Hits, con 20 premi platinum e oltre 6 milioni di copie vendute.

## Classifica
Questa lista contiene i venti album discografici più venduti nel Regno Unito secondo la Official Charts Company, organizzazione che stila la classifica Official Albums Chart. Le posizioni sono aggiornate a luglio 2016.
Etichette, date e picchi in classifica sono dati dalla OCC. Le vendite sono arrotondate al centinaio, dove possibile.
| Nr. | Album                                                   | Artista                  | Etichetta        | Uscita         | Classifica picco | Vendite (alla data)   | Nr. di volte Platinum |
| --- | ------------------------------------------------------- | ------------------------ | ---------------- | -------------- | ---------------- | --------------------- | --------------------- |
| 1   | Greatest Hits                                           | Queen                    | Parlophone       | 1981 ottobre   | 1                | 6,120,000 (Jul 2016)  | 20×                   |
| 2   | ABBA Gold: Greatest Hits                                | ABBA                     | Polydor          | 1992 settembre | 1                | 5,300,000 (Jul 2016)  | 17×                   |
| 3   | Sgt. Pepper's Lonely Hearts Club Band                   | The Beatles              | Parlophone       | 1967 giugno    | 1                | 5,100,000 (Jul 2016)  | 17×                   |
| 4   | 21                                                      | Adele                    | XL               | 2011 gennaio   | 1                | 5,000,000 (Jul 2016)  | 17×                   |
| 5   | (What's the Story) Morning Glory?                       | Oasis                    | Creation         | 1995 ottobre   | 1                | 4,700,000 (Jul 2016)  | 14×                   |
| 6   | Thriller                                                | Michael Jackson          | Epic             | 1982 novembre  | 1                | 4,400,000 (Jul 2016)  | 13×                   |
| 7   | The Dark Side of the Moon                               | Pink Floyd               | Harvest          | 1973 marzo     | 2                | 4,300,000 (Jul 2016)  | 14×                   |
| 8   | Brothers in Arms                                        | Dire Straits             | Vertigo          | 1985 maggio    | 1                | 4,300,000 (Jul 2016)  | 14×                   |
| 9   | Bad                                                     | Michael Jackson          | Epic             | 1987 agosto    | 1                | 4,000,000 (Jul 2016)  | 13×                   |
| 10  | Greatest Hits II                                        | Queen                    | Parlophone       | 1991 ottobre   | 1                | 3,990,000 (Jul 2016)  | 13×                   |
| 11  | Rumours                                                 | Fleetwood Mac            | Warner Bros.     | 1977 febbraio  | 1                | 3,700,000+ (Jul 2016) | 11×                   |
| 12  | The Immaculate Collection                               | Madonna                  | Sire             | 1990 novembre  | 1                | 3,700,000 (Jul 2016)  | 12×                   |
| 13  | Back to Black                                           | Amy Winehouse            | Island           | 2006 ottobre   | 1                | 3,590,000 (Oct 2015)  | 12×                   |
| 14  | Stars                                                   | Simply Red               | East West        | 1991 settembre | 1                | 3,410,000 (Oct 2015)  | 12×                   |
| 15  | Come On Over                                            | Shania Twain             | Mercury          | 1998 marzo     | 1                | 3,402,000 (Jul 2016)  | 11×                   |
| 16  | Legend                                                  | Bob Marley & The Wailers | Island/Tuff Gong | 1984 maggio    | 1                | 3,380,000 (July 2016) | 11×                   |
| 17  | Back to Bedlam                                          | James Blunt              | Atlantic         | 2004 novembre  | 1                | 3,310,000 (Mar 2015)  | 11×                   |
| 18  | Urban Hymns                                             | The Verve                | Hut              | 1997 settembre | 1                | 3,270,000 (Oct 2015)  | 10×                   |
| 19  | Bat Out of Hell                                         | Meat Loaf                | Epic             | 1977 ottobre   | 9                | 3,230,000+ (Jul 2016) | 10×                   |
| 20  | Bridge over Troubled Water                              | Simon & Garfunkel        | CBS              | 1970 gennaio   | 1                | 3,230,000+ (Jul 2016) | 10×                   |
| 21  | 1                                                       | The Beatles              | Apple            | 2000 novembre  | 1                | 3,230,000 (Jul 2016)  | 10×                   |
| 22  | Dirty Dancing                                           | Original soundtrack      | RCA              | 1987 agosto    | 4                | 3,150,000 (Oct 2015)  | 10×                   |
| 23  | Spirit                                                  | Leona Lewis              | Syco             | 2007 novembre  | 1                | 3,138,700 (Jul 2016)  | 10×                   |
| 24  | Crazy Love                                              | Michael Bublé            | Reprise          | 2009 ottobre   | 1                | 3,088,700+ (Jul 2016) | 10×                   |
| 25  | No Angel                                                | Dido                     | Arista           | 2000 ottobre   | 1                | 3,088,700 (Jul 2016)  | 10×                   |
| 26  | White Ladder                                            | David Gray               | IHT/East West    | 1998 novembre  | 1                | 3,016,000+ (Jul 2016) | 10×                   |
| 27  | 25                                                      | Adele                    | XL               | 2015 novembre  | 1                | 3,016,000 (Jul 2016)  | 10×                   |
| 28  | Talk on Corners                                         | The Corrs                | Atlantic         | 1997 ottobre   | 1                | 2,955,000 (Dec 2015)  | 9×                    |
| 29  | Spice                                                   | Spice Girls              | Virgin           | 1996 novembre  | 1                | 2,940,000 (Jul 2016)  | 10×                   |
| 30  | The Fame                                                | Lady Gaga                | Interscope       | 2009 gennaio   | 1                | 2,900,000 (Jul 2016)  | 9×                    |
| 31  | A Rush of Blood to the Head                             | Coldplay                 | Parlophone       | 2002 agosto    | 1                | 2,885,000+ (Jul 2016) | 9×                    |
| 32  | Life for Rent                                           | Dido                     | Cheeky           | 2003 settembre | 1                | 2,885,000 (Jul 2016)  | 9×                    |
| 33  | Only by the Night                                       | Kings of Leon            | Hand Me Down     | 2008 settembre | 1                | 2,850,000 (Jul 2016)  | 9×                    |
| 34  | Beautiful World                                         | Take That                | Polydor          | 2006 novembre  | 1                | 2,850,000 (Jul 2016)  | 9×                    |
| 35  | Hopes and Fears                                         | Keane                    | Island           | 2004 maggio    | 1                | 2,790,000+ (Jul 2016) | 9×                    |
| 36  | The Joshua Tree                                         | U2                       | Island           | 1987 marzo     | 1                | 2,790,000 (Oct 2015)  | 8×                    |
| 37  | The War of the Worlds                                   | Jeff Wayne               | Columbia         | 1978 giugno    | 5                | 2,742,800+ (Jul 2016) | 9×                    |
| 38  | Scissor Sisters                                         | Scissor Sisters          | Polydor          | 2004 febbraio  | 1                | 2,742,800+ (Jul 2016) | 9×                    |
| 39  | ...But Seriously                                        | Phil Collins             | Virgin           | 1989 novembre  | 1                | 2,742,800+ (Jul 2016) | 9×                    |
| 40  | X&Y                                                     | Coldplay                 | Parlophone       | 2005 giugno    | 1                | 2,742,800+ (Jul 2016) | 9×                    |
| 41  | Jagged Little Pill                                      | Alanis Morissette        | Maverick         | 1995 giugno    | 1                | 2,742,800 (Jul 2016)  | 10×                   |
| 42  | Tubular Bells                                           | Mike Oldfield            | Virgin           | 1973 maggio    | 1                | 2,687,500+ (Jul 2016) | 9×                    |
| 43  | The Man Who                                             | Travis                   | Independiente    | 1998 maggio    | 1                | 2,687,500 (May 2016)  | 9×                    |
| 44  | Tracy Chapman                                           | Tracy Chapman            | Elektra          | 1988 aprile    | 1                | 2,670,000 (Jan 2016)  | 7×                    |
| 45  | Parachutes                                              | Coldplay                 | Parlophone       | 2000 luglio    | 1                | 2,626,900 (May 2014)  | 8×                    |
| 46  | Greatest Hits                                           | ABBA                     | Epic             | 1975 novembre  | 1                | 2,606,000 (Jul 2016)  | 8×                    |
| 47  | Grease: The Original Soundtrack from the Motion Picture | Original soundtrack      | RSO              | 1978 aprile    | 1                | 2,586,500+ (Jul 2016) | 8×                    |
| 48  | I've Been Expecting You                                 | Robbie Williams          | Chrysalis        | 1998 ottobre   | 1                | 2,586,500 (May 2016)  | 10×                   |
| 49  | x                                                       | Ed Sheeran               | Asylum           | 2014 giugno    | 1                | 2,585,000 (Jul 2016)  | 9×                    |
| 50  | Come Away with Me                                       | Norah Jones              | Parlophone       | 2002 giugno    | 1                | 2,540,000+ (Jul 2016) | 8×                    |
| 51  | Graceland                                               | Paul Simon               | Warner Bros.     | 1986 agosto    | 1                | 2,480,000+ (Jul 2016) | 5×                    |
| 52  | The Sound of Music                                      | Original soundtrack      | RCA Victor       | 1965 maggio    | 1                | 2,480,000+ (Jul 2016) | 8×                    |
| 53  | Ladies & Gentlemen: The Best of                         | George Michael           | Epic             | 1998 novembre  | 1                | 2,480,000 (Jul 2016)  | 8×                    |
| 54  | Tango in the Night                                      | Fleetwood Mac            | Warner Bros.     | 1987 aprile    | 1                | 2,385,700+ (Jul 2016) | 8×                    |
| 55  | The Marshall Mathers LP                                 | Eminem                   | Interscope       | 2000 giugno    | 1                | 2,385,700+ (Jul 2016) | 8×                    |
| 56  | Swing When You're Winning                               | Robbie Williams          | Chrysalis        | 2001 novembre  | 1                | 2,385,700 (May 2016)  | 7×                    |
| 57  | Progress                                                | Take That                | Polydor          | 2010 novembre  | 1                | 2,360,000+ (Jul 2016) | 8×                    |
| 58  | Eyes Open                                               | Snow Patrol              | Fiction          | 2006 maggio    | 1                | 2,360,000+ (Jul 2016) | 7×                    |
| 59  | Never Forget - The Ultimate Collection                  | Take That                | RCA              | 2005 novembre  | 2                | 2,360,000 (Jul 2016)  | 7×                    |
| 60  | Automatic for the People                                | R.E.M.                   | Warner Bros.     | 1992 ottobre   | 1                | 2,350,000 (Jul 2016)  | 7×                    |